# Xian de Ren
Pour les articles homonymes, voir Ren.
Le xian de Ren (任县 ; pinyin : Rén Xiàn) est un district administratif de la province du Hebei en Chine. Il est placé sous la juridiction de la ville-préfecture de Xingtai.

## Démographie
La population du district était de 295 909 habitants en 1999.